# 2025年世界水泳選手権アメリカ領ヴァージン諸島選手団
2025年世界水泳選手権アメリカ領ヴァージン諸島選手団は、2025年7月11日から8月3日までシンガポールで開催された第22回世界水泳選手権のアメリカ領ヴァージン諸島選手団、およびその競技結果。

## 選手団
- 人員: 選手 2人

## 選手名簿・結果
| 選手                 | 種目                 | 予選      | 予選 | 準決勝   | 準決勝   | 決勝     | 決勝     |
| 選手                 | 種目                 | 結果      | 順位 | 結果     | 順位     | 結果     | 順位     |
| -------------------- | -------------------- | --------- | ---- | -------- | -------- | -------- | -------- |
| ケーデン・グリーソン | 男子200m自由形       | 1分58秒83 | 52位 | 予選敗退 | 予選敗退 | 予選敗退 | 予選敗退 |
| ケーデン・グリーソン | 男子200m個人メドレー | 2分13秒89 | 44位 | 予選敗退 | 予選敗退 | 予選敗退 | 予選敗退 |
| ライリー・ミラー     | 女子50m自由形        | 27秒79    | 62位 | 予選敗退 | 予選敗退 | 予選敗退 | 予選敗退 |
| ライリー・ミラー     | 女子100m自由形       | 59秒55    | 48位 | 予選敗退 | 予選敗退 | 予選敗退 | 予選敗退 |